# Wollongong
Wollongong is een industriestad in de Australische staat New South Wales. De op twee na grootste stad van de staat en 10e stad van het land is gelegen in het district Illawarra. Over het spoor ligt Wollongong 82 kilometer ten zuiden van Sydney. De stad Wollongong heeft 234.482 inwoners (2006). De gehele agglomeratie, inclusief de stad Shellharbour en de gemeente Kiama heeft 257.510 inwoners.

## Naam
De naam Wollongong is afkomstig uit de taal van de aboriginals, en betekent waarschijnlijk het geluid van de zee. Als bijnaam wordt de naam vaak verkort tot "The Gong".

## Geschiedenis
Tijdens de eerste landing van de Europeanen in 1796, werd de regio bewoond door de Dharwal Aboriginals. De eerste Europeanen die zich in het begin van de negentiende eeuw in de regio vestigden waren kappers van cederhout. In 1834 werd een stad gepland en de twee jaren daarop werd de eerste straat aangelegd door Britse gedetineerden. In 1856 had Wollongong 864 inwoners. De gemeente Wollongong werd officieel gesticht in 1859. De groei kwam echter pas in het begin van de twintigste eeuw nadat onder invloed van de aanwezigheid van steenkoolmijnen, zware industrieën zich hier begonnen te vestigen. In 1942 werd de naam veranderd in de stad Wollongong.
In 2022 was de stad de gastheer van het WK wielrennen op de weg.

## Partnersteden
- Kawasaki (Japan), sinds 1987
- Ohrid (Noord-Macedonië), sinds 1999
- Longyan (China), vriendenband sinds 2001

## Geboren in Wollongong
- Janet Elizabeth Mathews (1914–1992), musicologe, documentaliste van de cultuur van de aboriginals
- John Jarratt (1951), acteur
- Beverley Whitfield (1954-1996), zwemster
- Wayne Gardner (1959), motor- en autocoureur
- Troy Corser (1971), motorcoureur
- Scott Chipperfield (1975), voetballer
- Natalie Bassingthwaighte (1975), zangeres en actrice
- Ashley Fisher (1975), tennisspeler
- Mile Sterjovski (1979), voetballer
- Luke Wilkshire (1981), voetballer
- Kieran Govers (1988), hockeyer
- Alexander Volkanovski (1988), MMA-vechter
- Matthew Jurman (1989), voetballer
- Bruno Hortelano (1991), Spaans atleet
- David McKeon (1992), zwemmer
- Emma McKeon (1994), zwemster

## Galerij

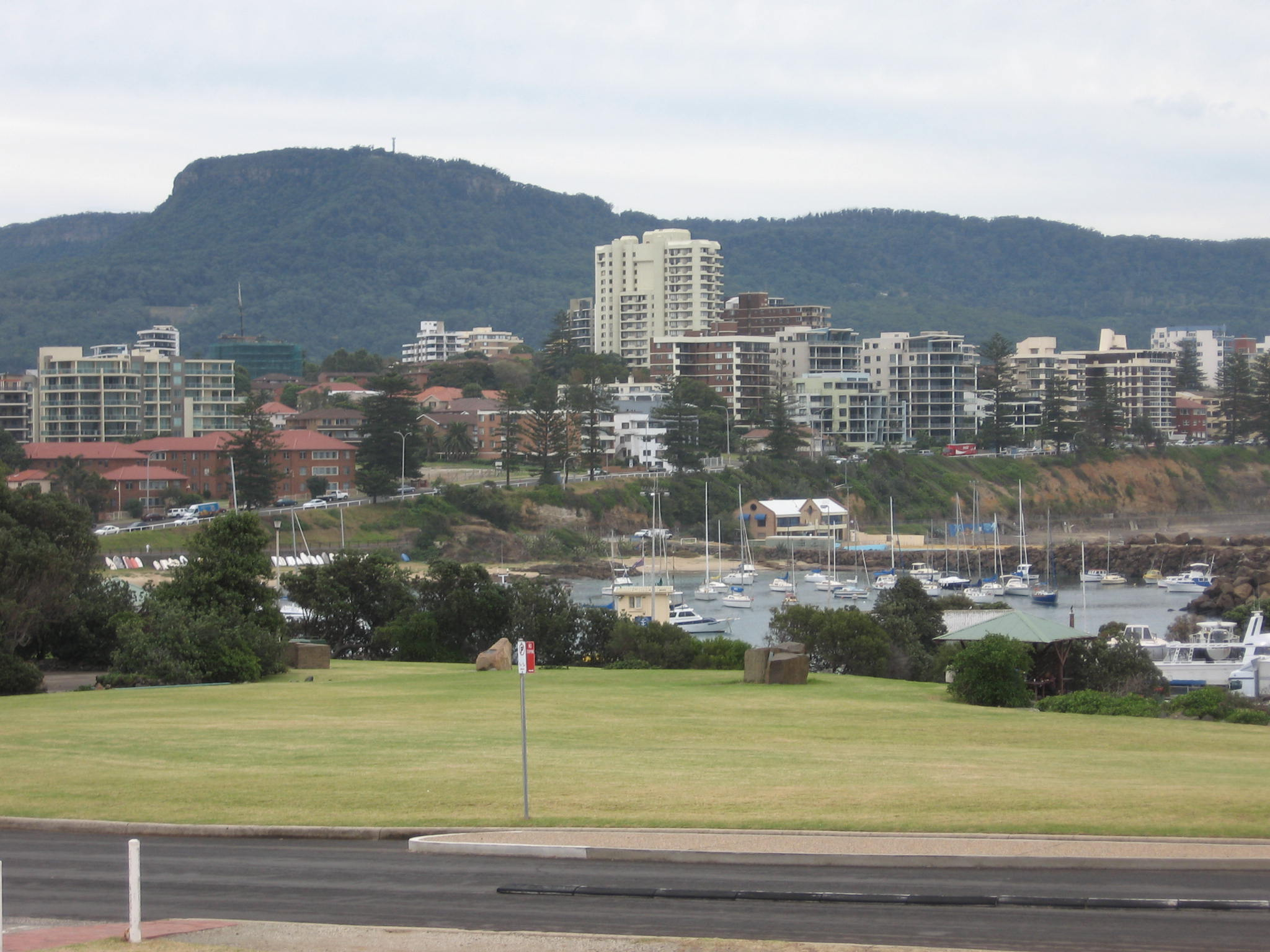
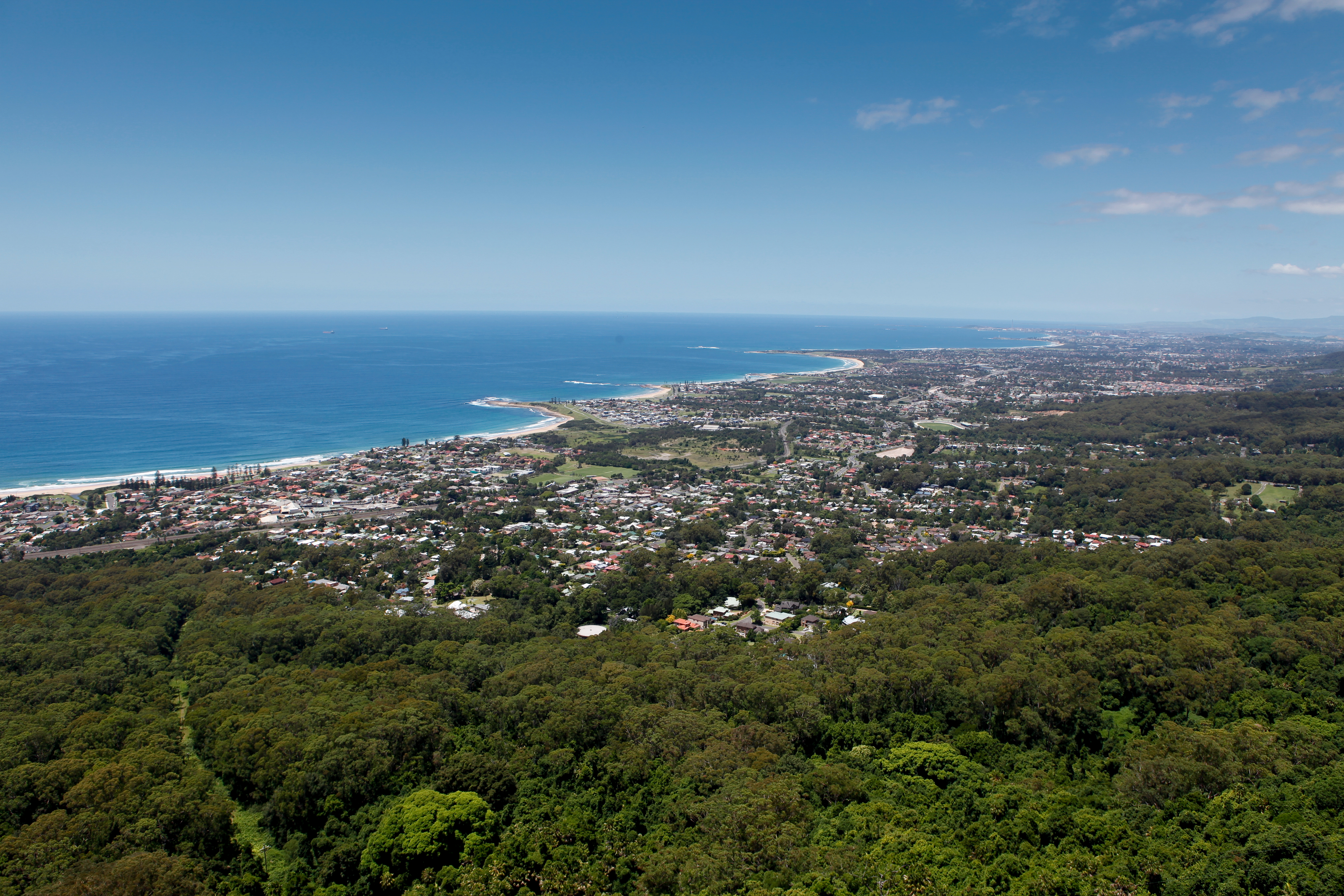
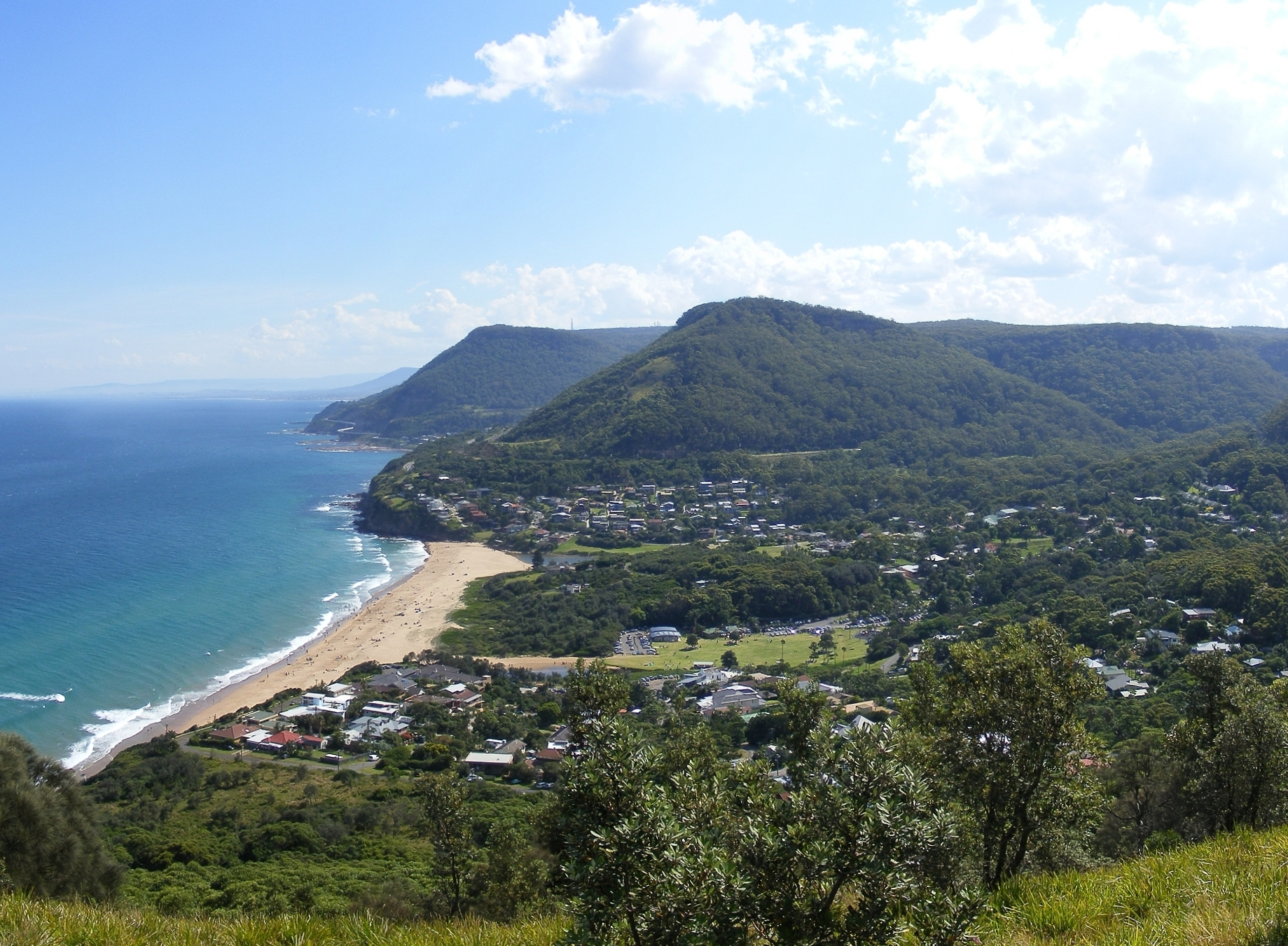
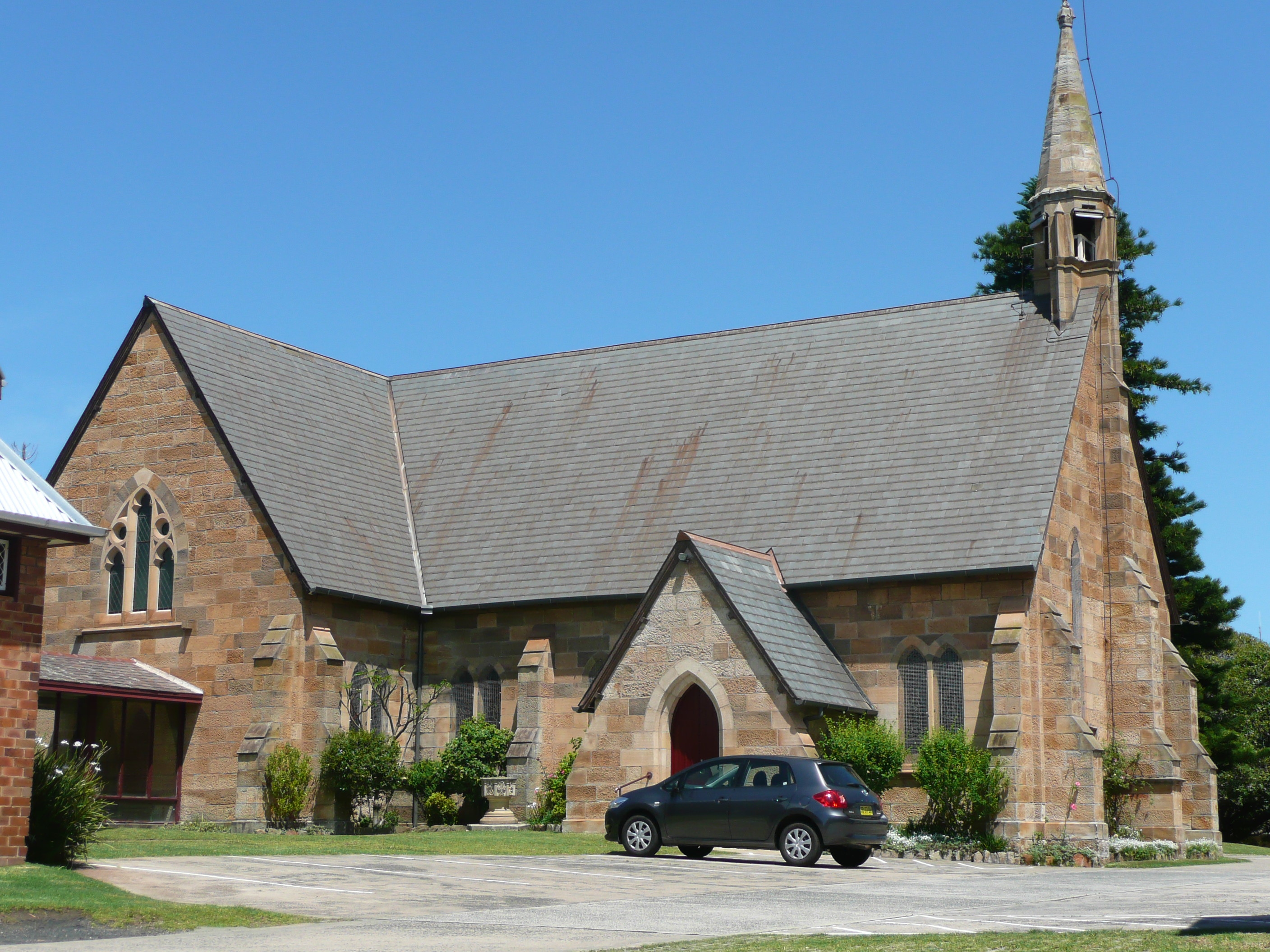
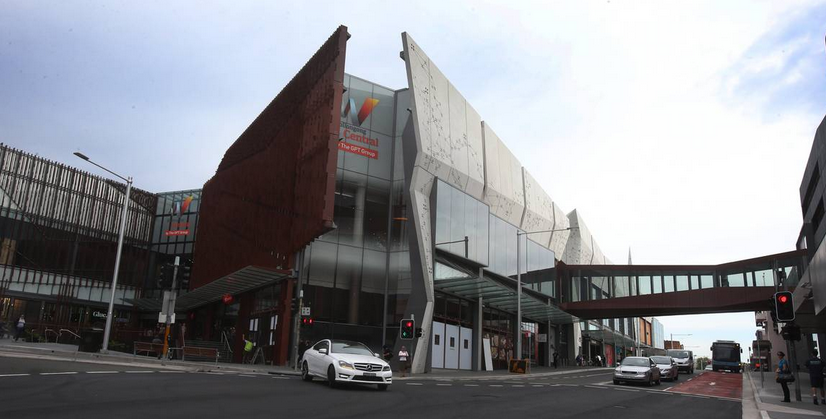
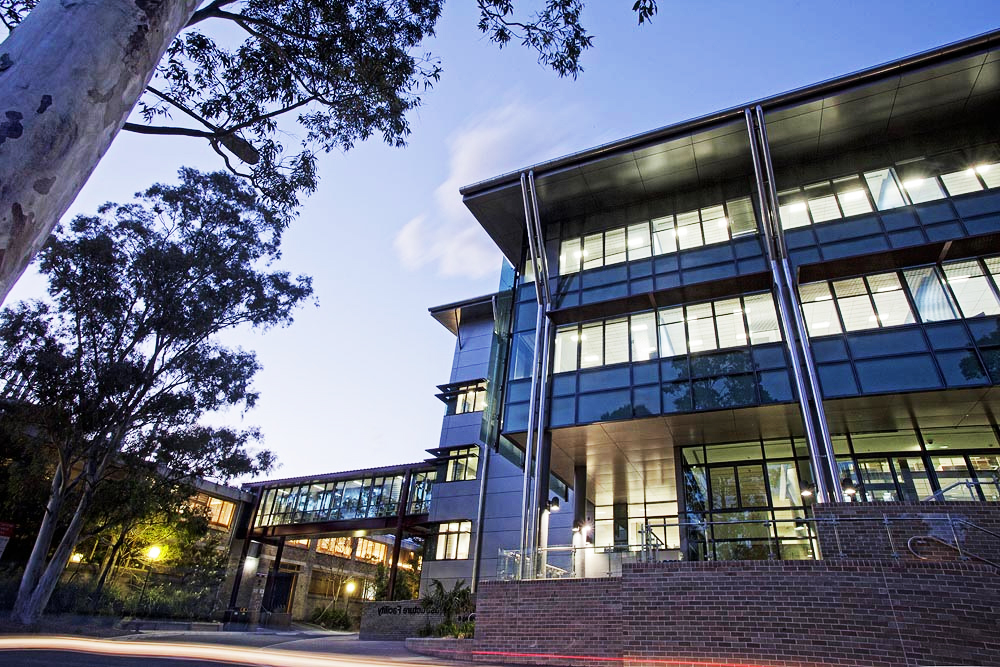
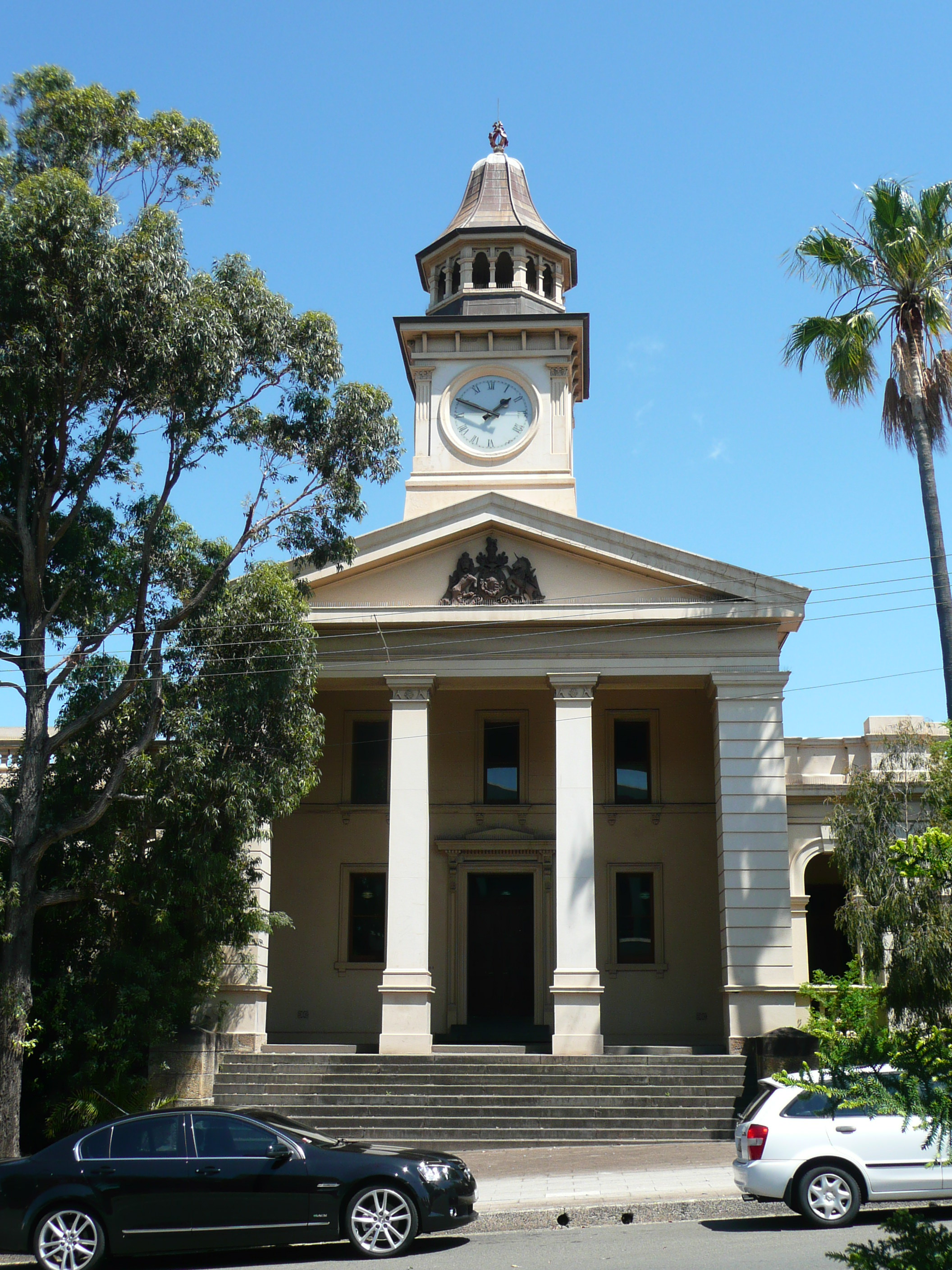

Albury ·
Armidale ·
Bathurst ·
Blue Mountains ·
Broken Hill ·
Cessnock ·
Coffs Harbour ·
Dubbo ·
Gosford ·
Goulburn ·
Grafton ·
Griffith ·
Greater Taree ·
Hawkesbury ·
Lake Macquarie ·
Lismore ·
Lithgow ·
Maitland ·
Newcastle ·
Orange ·
Queanbeyan ·
Shellharbour ·
Shoalhaven ·
Sydney (hoofdstad) ·
Tamworth ·
Tanglewood ·
Wagga Wagga ·
Wollongong ·
Wyong